# Céline Boulay-Espéronnier
Pour les articles homonymes, voir Boulay et Espéronnier.
Céline Boulay-Espéronnier, née le 18 décembre 1970, est une femme politique française. Membre du parti Les Républicains, elle est sénatrice de Paris de 2017 à 2023.

## Biographie
Élue conseillère municipale du 16e arrondissement lors des élections municipales de 2001, elle est également élue conseillère de Paris à l'issue des élections municipales de 2008, devenant vice-présidente du groupe UMP au Conseil de Paris. Présidente de l'association des cafés-rencontre des aidants naturels et familiaux du 16e arrondissement, elle a été secrétaire nationale de l'UMP, chargée de la lutte contre le racisme et l’antisémitisme,
En juin 2017, elle quitte le groupe Les Républicains et Indépendants (LRI) au Conseil de Paris pour rejoindre le groupe Parisiens, Progressistes, Constructifs et Indépendants (PPCI), où elle siège aux côtés d'élus de la majorité présidentielle.
Le 24 septembre 2017, elle est élue sénatrice de Paris sur la liste de Philippe Dominati. Elle siège au sein du groupe Les Républicains comme apparentée. Elle choisit de ne pas se représenter en 2023.
Elle se présente aux élections municipales de 2020 dans le 16e arrondissement, face notamment au candidat investi par LR, Francis Szpiner, et à la maire sortante, Danièle Giazzi. Cependant, elle s’engage à voter pour Rachida Dati pour la mairie centrale. À l’issue du premier tour, sa liste réunit 5,2 % des voix.
Elle fait partie des dix porte-paroles de Xavier Bertrand pour la candidature interne à LR en vue de l'élection présidentielle de 2022.

## Vie privée
Mariée, elle est mère de deux enfants.

## Détail des mandats et fonctions

### Au Sénat
- Du 1er octobre 2017 au 2 octobre 2023 : sénatrice de Paris.

### Au niveau local
- 22 janvier 2016 – 28 juin 2020 : conseillère de la Métropole du Grand Paris.
- 21 mars 2008 – 28 juin 2020 : Conseillère de Paris.

### Autres
- Membre du conseil d'administration de la société chargée de l'audiovisuel extérieur de la France jusqu'en janvier 2023[6].
- Membre du conseil d'administration de la société Radio France[7]
- Membre du conseil supérieur de l'Agence France-Presse[6].
- Membre du conseil d’administration de l’Institut national de l'audiovisuel (INA).